# Famille de Pradier d'Agrain
La famille de de Pradier d'Agrain est une famille subsistante de la noblesse française, originaire du Puy, ou elle est connue depuis le début du XIVe siècle.
Cette famille n'est pas à confondre avec la famille d'Agrain des Ubas.

## Histoire
Anoblie en 1652, elle est maintenue par jugement en date du 8 mars 1671. Elle a donné de nombreux consuls du Puy, notaires royaux et chanoines.
Au XVIIe siècle, Marie-Elisabeth d'Agrain, fille unique d'Hugues d'Agrain, épouse Jacques-Hugues de Pradier, seigneur de Saint-Julien. Les Pradier porteront de Pradier d'Agrain.
Hugues de Pradier d'Agrain, lieutenant criminel en la sénéchaussée du Puy en 1659, est compris au ban et arrière-ban de la noblesse du Velay en 1689.

## Personnalités
- Jean Pradier[3], député des Etats du Velay aux Etats Généraux du Languedoc en 1546.
- Gabriel Pradier, consul du Puy en 1553.
- Maurice Pradier, notaire en 1576.
- Jean Pradier, chanoine du Puy en 1675.
- Antoine Pradier, marchand-chapelier, consul du Puy en 1641.
- Jean Pradier d'Agrain, baron d'Agrain et de Mons, capitaine au régiment d'Auvergne, consul du Puy en 1663.
- Marc-Antoine de Pradier, marquis d'Agrain, président de la chambre des comptes de Bourgogne en 1791.

## Titres
- Marquis d'Agrain[4] (lettres patentes de 26 octobre 1826),
- Barons de Volhac, de Notre-Dame du Puy, de Mons,
- Seigneurs de Mons, du Bets, d'Arzon, de Molard, de Rochefort, Séjallières, Jalasset, Trintinhac, Sanssagier, Saint-Julien d'Ance, Malivernas, Chemé, le Clot, Saint-Julien Boutières, La Vallete.

## Armes
| Image | Blasonnement |
| ----- | --- |
|       | Famille de Pradier d'Agrain : D'azur, à trois lions d'argent, couronnés d'or, armés et lampassés de gueules, 2 et 1 - Titre porté : Marquis. - Supports : Deux sirènes de carnation. |

## Alliances
Les principales alliances de la famille sont : de Colomb, de Bouchard d'Aubeterre, d'Escoffier, de Chambarlhac, de Prarond, de Pélissac, des Hors, de Colin des Roys, de Mailhet-Vachère, de Faÿ-Gerlande, de La Rochefoucauld, de Saint-Georges, du Pac, de Charbonnel, Lemulier de Bressey, de La Roue, Le Tonnelier de Breteuil, de Gestas de Lespéroux, de Kergorlay, de Gouzillon de Bélizal, de Rivière, de Boutiny, d'Abadie, Staal de Magnoncourt d'Estutt de Tracy, Olphe-Galliard, de Salvaing de Boissieu, Girard de Langlade, de Vesvrotte, de Saintignon, Calemard de La Fayette, d'Aurelle.

## Galerie

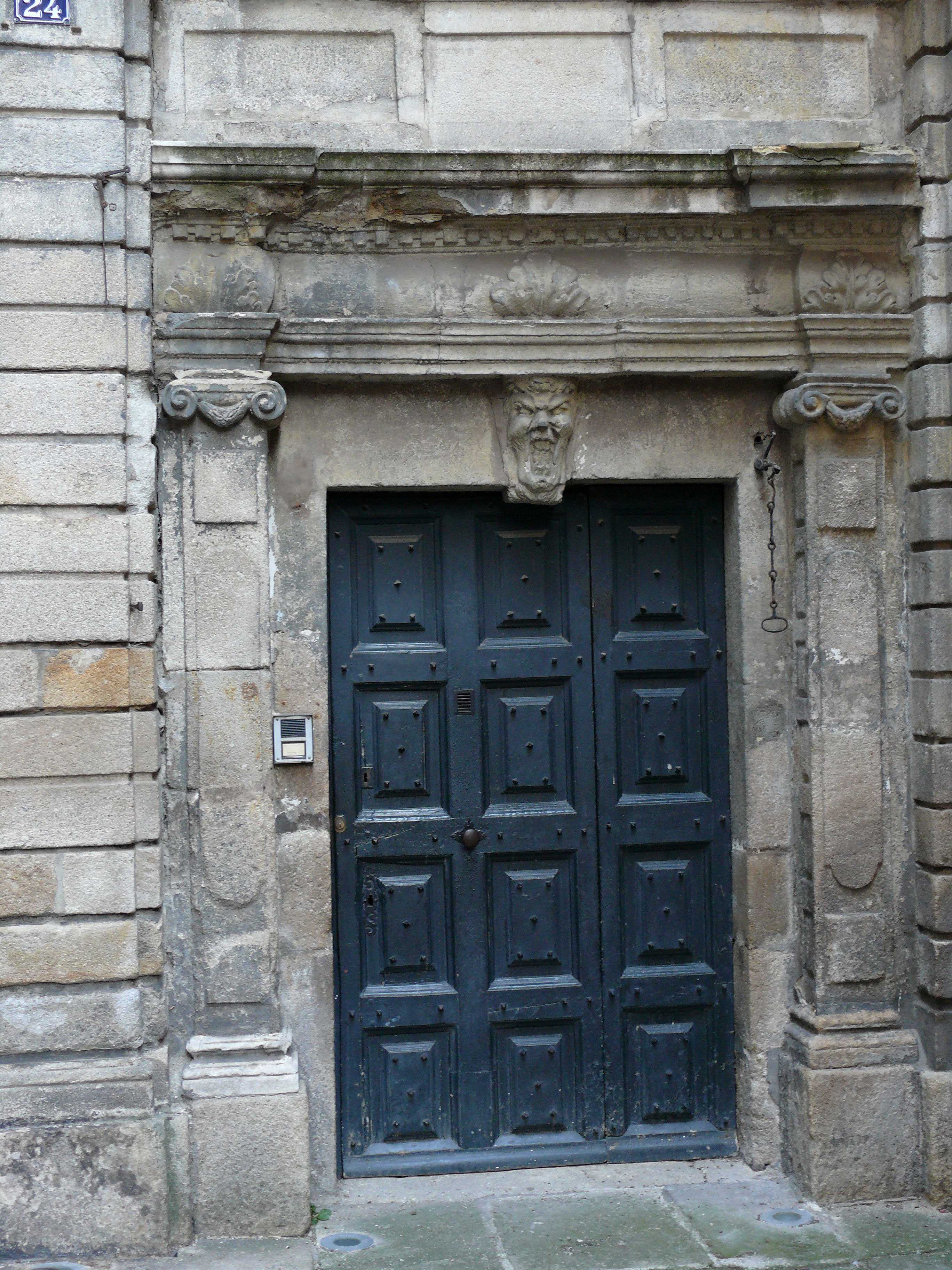
Hôtel de Pradier d'Agrain, Le Puy-en-Velay.
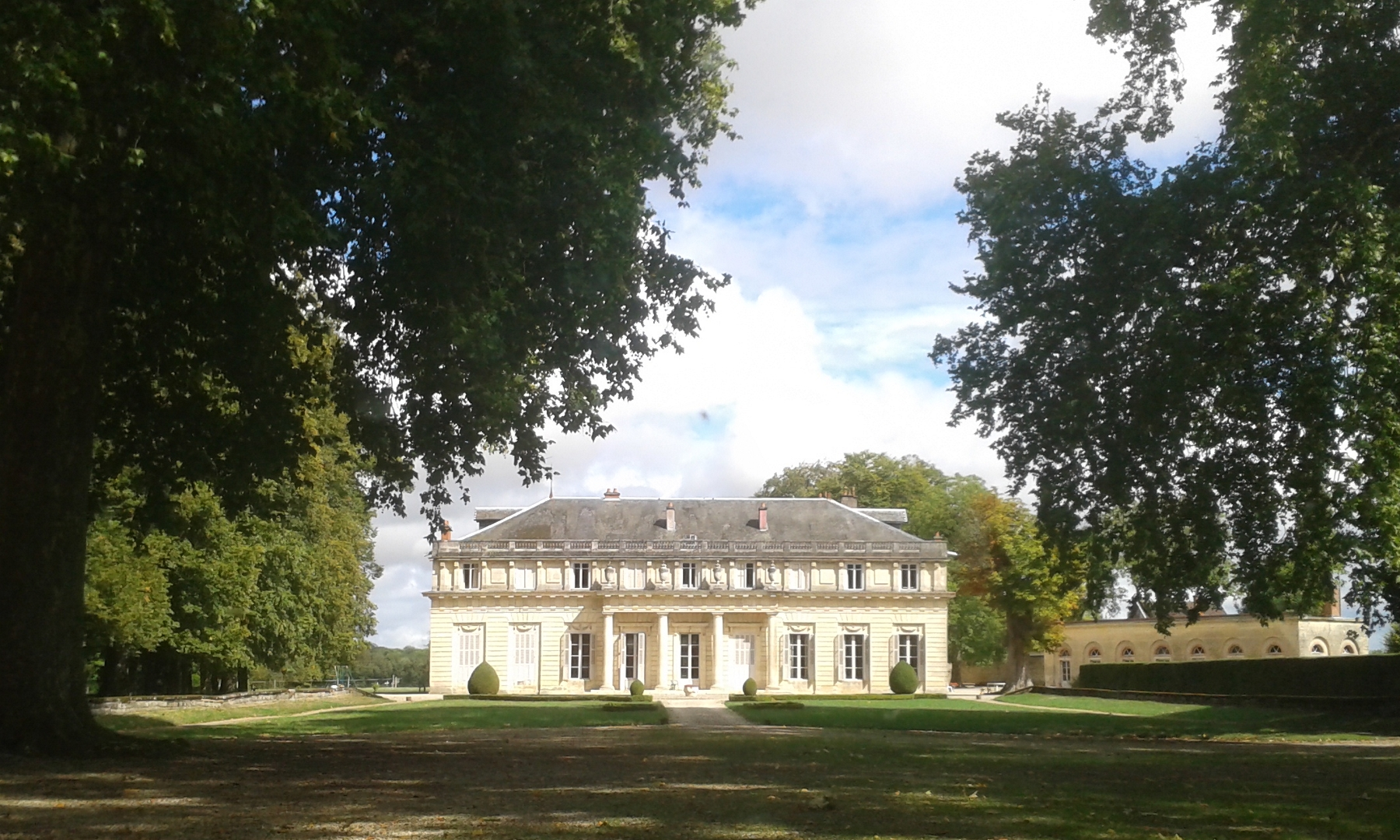
Château de Bressey-sur-Tille.